# Matt McGorry
Matthew David McGorry, detto Matt (New York, 13 aprile 1986), è un attore statunitense, noto per il suo ruolo di John Bennett nella serie televisiva Orange Is the New Black e di Asher Millstone ne Le regole del delitto perfetto.

## Biografia
McGorry è nato e cresciuto a Manhattan. Ha frequentato la Fiorello H. LaGuardia High School a New York e l'Emerson College a Boston.
Debutta in televisione nel 2011 nella soap Una vita da vivere. Successivamente appare in Person of Interest, Gossip Girl e Royal Pains. Nel 2013 ottiene il ruolo ricorrente di John Bennett nella serie Orange Is the New Black.
Dal 2014, recita nella serie televisiva Le regole del delitto perfetto nel ruolo di Asher Milistone, uno dei cinque studenti della professoressa di diritto penale, nonché avvocato difensore, interpretata da Viola Davis.

## Filmografia

### Cinema
- Thursday, regia di Thadd Williams (2006)
- Afgan Hound, regia di Brian Alessandro (2010)
- Ratter - Ossessione in Rete (Ratter), regia di Branden Kramer (2015)
- How He Fell in Love, regia di Marc Meyers (2015)
- Loserville, regia di Lovell Holder (2016)
- Step Sisters, regia di Charles Stone III (2018)
- Il sommelier (Uncorked), regia di Prentice Penny (2020)

### Televisione
- The Triboro, regia di Jon Pivko – film TV (2008)
- CollegeHumor Originals – serie TV, 12 episodi (2010-2015)
- Onion SportsDome – serie TV, episodio 1x05 (2011)
- Una vita da vivere (One Life to Live) – serial TV, 3 episodi (2011)
- Person of Interest – serie TV, episodio 1x08 (2011)
- Gossip Girl – serie TV, episodio 5x15 (2012)
- Royal Pains – serie TV, episodio 4x05 (2012)
- Elementary – serie TV, episodio 1x16 (2013)
- Orange Is the New Black – serie TV, 27 episodi (2013-2015)
- Le regole del delitto perfetto (How to Get Away with Murder) – serie TV, 90 episodi (2014-2020)
- Public Morals – serie TV, episodio 1x01 (2015)
- Archive 81 - Universi alternativi – serie TV, 8 episodi (2022)
- Cambio di direzione (Big Shot) - serie TV (2022-in corso. 1 episodio, 2x10)

## Doppiatori italiani
Nelle versioni in italiano dei suoi film, Matt McGorry è stato doppiato da:
- Edoardo Stoppacciaro ne Le regole del delitto perfetto
- Stefano Sperduti in Orange Is the New Black
- Paolo Vivio in Archive 81 - Universi alternativi